# Qualificatórias para o Campeonato Mundial de Voleibol Feminino de 2010 - CSV
As Qualificatórias para o Campeonato Mundial de Voleibol Feminino de 2010 - CSV foi o torneio pré-mundial organizado pela  CSV  no período de 31 de maio a 4 de junho na cidade de Buenos Aires e  a fase final foi realizada  entre 22 a 26 de julho de 2009, nas cidades de  Contagem e Betim,  Região Metropolitana de Belo Horizonte, no qual qualificou duas seleções da América do Sul para o Mundial do Japão de 2010 e participaram oito países totalizando os competidores da fase classificatória. 
Brasil e Peru foram os países que garantiram vaga para o referido mundial mediante este torneio

## Fórmula da disputa
Os seis países da CSV, estas melhores ranqueados em 2008 (Ranking da FIVB), disputaram a segunda fase, onde todos enfrentaram-se (Grupo A) e os dois times com melhor pontuação nesta fase classificou-se para a Terceira fase.
Na terceira fase os referidos times juntaram-se as equipes do Brasil e Peru para definir os dois representantes continentais, e nesta fase todos enfrentaram-se entre si (Grupo B) para definir  o cruzamento das equipes participantes desta fase nas semifinais, os semifinalistas garantiram a vaga na final e consequentemente o cupom para o Mundial de ̄2010 no Japão, a final definiu o campeão do troneio, também houve a disputa pelo terceiro lugar.

## Segunda fase
- Local: Centro Cultural y Deportivo, Buenos Aires
- Período: de 31 de maio a 4 de junho de 2009 (UTC−03:00)

### Grupo A
|     |           |     | Jogos | Jogos | Jogos | Resultados | Resultados | Resultados | Resultados | Resultados | Resultados | Sets | Sets | Sets  | Pontos | Pontos | Pontos |
| Pos | Equipe    | Pts | T     | V     | D     | 3–0        | 3–1        | 3–2        | 2–3        | 1–3        | 0–3        | V    | P    | R     | V      | P      | R      |
| --- | --------- | --- | ----- | ----- | ----- | ---------- | ---------- | ---------- | ---------- | ---------- | ---------- | ---- | ---- | ----- | ------ | ------ | ------ |
| 1   | Argentina | 15  | 5     | 5     | 0     | 5          | 0          | 0          | 0          | 0          | 0          | 15   | 0    | MAX   | 379    | 220    | 1.723  |
| 2   | Venezuela | 12  | 5     | 4     | 1     | 2          | 2          | 0          | 0          | 0          | 1          | 12   | 5    | 2.400 | 394    | 334    | 1.180  |
| 3   | Colômbia  | 8   | 5     | 3     | 2     | 2          | 0          | 1          | 0          | 1          | 1          | 10   | 8    | 1.250 | 386    | 365    | 1.058  |
| 4   | Uruguai   | 7   | 5     | 2     | 3     | 1          | 1          | 0          | 1          | 1          | 1          | 9    | 10   | 0.900 | 407    | 385    | 1.057  |
| 5   | Chile     | 3   | 5     | 1     | 4     | 1          | 0          | 0          | 0          | 0          | 4          | 3    | 12   | 0.250 | 268    | 354    | 0.757  |
| 6   | Bolívia   | 0   | 5     | 0     | 5     | 0          | 0          | 0          | 0          | 1          | 4          | 1    | 15   | 0.067 | 223    | 399    | 0.559  |

Resultados
| Data   | Hora  |              | Placar |            | Set 1 | Set 2 | Set 3 | Set 4 | Set 5 | Total   | Relatório |
| ------ | ----- | ------------ | ------ | ---------- | ----- | ----- | ----- | ----- | ----- | ------- | --------- |
| 31 mai | 14:45 | 'Uruguai '   | 3–0    | Chile      | 25–14 | 25–20 | 25–11 |       |       | 75–45   | 75–45     |
| 31 mai | 18:30 | 'Argentina ' | 3–0    | Bolívia    | 25–6  | 25–9  | 25–8  |       |       | 75–23   | 75–23     |
| 31 mai | 21:00 | 'Venezuela ' | 3–1    | Colômbia   | 25–22 | 19–25 | 25–19 | 25–18 |       | 94–84   | 94–84     |
| 1 jun  | 14:45 | 'Venezuela ' | 3–0    | Chile      | 25–21 | 25–14 | 25–21 |       |       | 75–56   | 75–56     |
| 1 jun  | 17:45 | Bolívia      | 1–3    | ' Uruguai' | 13–25 | 8–25  | 26–24 | 15–25 |       | 62–99   | 62–99     |
| 1 jun  | 20:30 | 'Argentina ' | 3–0    | Colômbia   | 25–18 | 25–19 | 25–11 |       |       | 75–48   | 75–48     |
| 2 jun  | 14:45 | 'Venezuela ' | 3–1    | Uruguai    | 20–25 | 25–15 | 25–19 | 25–22 |       | 95–81   | 95–81     |
| 2 jun  | 18:15 | 'Colômbia '  | 3–0    | Bolívia    | 25–10 | 25–13 | 25–23 |       |       | 75–46   | 75–46     |
| 2 jun  | 20:30 | 'Argentina ' | 3–0    | Chile      | 25–13 | 25–17 | 25–12 |       |       | 75–42   | 75–42     |
| 3 jun  | 14:45 | 'Venezuela ' | 3–0    | Bolívia    | 25–20 | 25–8  | 25–10 |       |       | 75–38   | 75–38     |
| 3 jun  | 17:45 | 'Colômbia '  | 3–0    | Chile      | 25–15 | 25–21 | 25–14 |       |       | 75–50   | 75–50     |
| 3 jun  | 20:30 | 'Argentina ' | 3–0    | Uruguai    | 29–27 | 25–15 | 25–10 |       |       | 79–52   | 79–52     |
| 4 jun  | 14:45 | 'Chile '     | 3–0    | Bolívia    | 25–12 | 25–19 | 25–23 |       |       | 75–54   | 75–54     |
| 4 jun  | 18:15 | 'Colômbia '  | 3–2    | Uruguai    | 20–25 | 25–18 | 19–25 | 25–23 | 15–9  | 104–100 | 104–100   |
| 4 jun  | 20:30 | 'Argentina ' | 3–0    | Venezuela  | 25–20 | 25–15 | 25–20 |       |       | 75–55   | 75–55     |

## Terceira fase
- Local: Ginásio Divino Braga,Contagem & Ginásio Divino Braga,Betim
- Período: de 22 a 26 de julho de 2009 (UTC−03:00)

### Grupo B
|     |           |     | Jogos | Jogos | Jogos | Resultados | Resultados | Resultados | Resultados | Resultados | Resultados | Sets | Sets | Sets  | Pontos | Pontos | Pontos |
| Pos | Equipe    | Pts | T     | V     | D     | 3–0        | 3–1        | 3–2        | 2–3        | 1–3        | 0–3        | V    | P    | R     | V      | P      | R      |
| --- | --------- | --- | ----- | ----- | ----- | ---------- | ---------- | ---------- | ---------- | ---------- | ---------- | ---- | ---- | ----- | ------ | ------ | ------ |
| 1   | Brasil    | 9   | 3     | 3     | 0     | 2          | 1          | 0          | 0          | 0          | 0          | 9    | 1    | 9,000 | 245    | 165    | 1.485  |
| 2   | Peru      | 5   | 3     | 2     | 1     | 0          | 1          | 1          | 0          | 0          | 1          | 6    | 6    | 1,000 | 251    | 248    | 1.012  |
| 3   | Argentina | 4   | 3     | 1     | 2     | 0          | 1          | 0          | 1          | 1          | 0          | 6    | 7    | 0.857 | 255    | 276    | 0.924  |
| 4   | Venezuela | 0   | 3     | 0     | 3     | 0          | 0          | 0          | 0          | 2          | 1          | 2    | 9    | 0.222 | 197    | 259    | 0.761  |

Resultados
| Data   | Hora  |              | Placar |           | Set 1 | Set 2 | Set 3 | Set 4 | Set 5 | Total   | Relatório |
| ------ | ----- | ------------ | ------ | --------- | ----- | ----- | ----- | ----- | ----- | ------- | --------- |
| 22 jul | 16:00 | Argentina    | 2–3    | ' Peru'   | 25–16 | 19–25 | 22–25 | 25–20 | 12–15 | 103–101 | 103–101   |
| 22 jul | 19:00 | 'Brasil '    | 3–0    | Venezuela | 25–14 | 25–16 | 25–17 |       |       | 75–47   | 75–47     |
| 23 jul | 16:00 | 'Peru '      | 3–1    | Venezuela | 18–25 | 25–17 | 25–11 | 25–17 |       | 93–70   | 93–70     |
| 23 jul | 19:00 | 'Brasil '    | 3–1    | Argentina | 20–25 | 25–9  | 25–16 | 25–11 |       | 95–61   | 95–61     |
| 24 jul | 14:00 | 'Argentina ' | 3–1    | Venezuela | 25–16 | 27–25 | 14–25 | 25–14 |       | 91–80   | 91–80     |
| 24 jul | 17:00 | 'Brasil '    | 3–0    | Peru      | 25–14 | 25–23 | 25–20 |       |       | 75–57   | 75–57     |

### Semifinais
| Data   | Hora  |           | Placar |           | Set 1 | Set 2 | Set 3 | Set 4 | Set 5 | Total | Relatório |
| ------ | ----- | --------- | ------ | --------- | ----- | ----- | ----- | ----- | ----- | ----- | --------- |
| 25 jul | 09:30 | 'Brasil ' | 3–0    | Venezuela | 25–11 | 25–9  | 25–10 |       |       | 75–30 | 75–30     |
| 25 jul | 11:30 | 'Peru '   | 3–0    | Argentina | 25–17 | 25–22 | 25–19 |       |       | 75–58 | 75–58     |

### Terceiro lugar
| Data   | Hora  |              | Placar |           | Set 1 | Set 2 | Set 3 | Set 4 | Set 5 | Total | Relatório |
| ------ | ----- | ------------ | ------ | --------- | ----- | ----- | ----- | ----- | ----- | ----- | --------- |
| 26 jul | 11:30 | 'Venezuela ' | 3–1    | Argentina | 25–23 | 16–25 | 25–22 | 25–21 |       | 91–91 | 91–91     |

### Final
| Data   | Hora  |           | Placar |      | Set 1 | Set 2 | Set 3 | Set 4 | Set 5 | Total | Relatório |
| ------ | ----- | --------- | ------ | ---- | ----- | ----- | ----- | ----- | ----- | ----- | --------- |
| 26 jul | 09:30 | 'Brasil ' | 3–0    | Peru | 25–14 | 25–12 | 25–12 |       |       | 75–38 | 75–38     |

## Classificação final
| Rank | Team      |
| ---- | --------- |
| 1    | Brasil    |
| 2    | Peru      |
| 3    | Venezuela |
| 4    | Argentina |